# 川陕翠雀花
川陕翠雀花（学名：Delphinium henryi）是毛茛科翠雀属的植物，是中国的特有植物。分布在中国大陆的河南、陕西、湖北、四川等地，生长于海拔1,400米至2,200米的地区，常生于山地草坡，目前尚未由人工引种栽培。

## 异名
- Delphinium henryi Franch. f. concolor W. T. Wang